# Salvia hermesiana
Salvia hermesiana là một loài thực vật có hoa trong họ Hoa môi. Loài này được Fern.Alonso miêu tả khoa học đầu tiên năm 2001 publ. 2002.